# Оклендські острови
Оклендські острови (англ. Auckland Islands) — розташований на південь від Нової Зеландії, вулканічний архіпелаг в Тихому океані.
Знаходиться ця група островів в безпосередньому управлінні спеціального уряду Нової Зеландії, оскільки не належить до жодного територіального управління і вважається новозеландськими Зовнішніми островами, територією Нової Зеландії. Оклендські острови є об'єктом  Всесвітньої спадщини ЮНЕСКО .

## Географія
Площа островів становить 625,6  км². Висота — понад 600 метрів  над рівнем моря. Оклендський архіпелаг складається з одного великого  однойменного острова, острова  Адамс, а також дрібних острівців і скель:
- Острів  Окленд (Auckland Island) — (50°42′ пд. ш. 166°05′ сх. д. / 50.700° пд. ш. 166.083° сх. д.), 510 км²
- Острів  Ендербі (Enderby Island) — (50°31′ пд. ш. 166°17′ сх. д. / 50.517° пд. ш. 166.283° сх. д.)
- Острів  Адамс (Adams Island) — (50°52′59.99″ пд. ш. 166°04′59.99″ сх. д. / 50.8833306° пд. ш. 166.0833306° сх. д.), 97,3 км
- Острів  Дандас (Dundas Island) — (50°34′28″ пд. ш. 166°19′14″ сх. д. / 50.574516° пд. ш. 166.320591° сх. д.)
- Острів  Дісаппоінтмент (Disappointment Island) — (50°36.25′ пд. ш. 165°58.38′ сх. д. / 50.60417° пд. ш. 165.97300° сх. д.)
- Острів  Евінг (Ewing Island) — (NZ_type: isle 50°31′43″ пд. ш. 166°18′14″ сх. д. / 50.528557° пд. ш. 166.303812° сх. д.)
- Острів  Роуз (Rose Island) — (isle_region: NZ 50°30′50″ пд. ш. 166°14′56″ сх. д. / 50.514° пд. ш. 166.249° сх. д.)
- Острів  Грін (Green Island)

## Флора
Рослинність острову досліджували під час антарктичної експедиції дослідницьких кораблів "Еребус" і "Терор" у 1839-1843 роках під командуванням капітана сера Джеймса Кларка Росса. Вона описана у першій частині 6-ти томного видання Flora Antarctica.
Рослинний світ представлений субантарктичним криволіссям.

## Фауна
Тваринний світ представлено різноманітними морськими тваринами, як Новозеландський морський лев, морський слон, морський котик, широко поширені пінгвіни та інші морські птахи.
У XIX—XX ст були заселені ссавці з інших частин світу. Але у 1990-х роках екологи знищили корів, овець, кіз, собак, опосумів і кріликів, водночас дикі кішки і свині залишились на островах. На острові Ендербі в 1993 році потруїли кролів і гризунів. Пацюки так і не зуміли тут розплодитись, хоча на інших островах в цих широтах вони майже повсюдно присутні. Повсюди, на островах створені морські заповідники.

## Історія
Полінезійські мореплавці були першими людьми, що побували на цих островах.
На північній частині архіпелагу на острові Ендербі, археологи знайшли сліди полінезійського поселення, що датується приблизно XIII—XIV століттями. Це найпівденніше поселення полінезійців з тих, які коли-небудь були знайдені вченими. В 1806 архіпелаг був відкритий Абрахамом Брістоу для європейців.

## Населення
Постійних жителів на островах немає, але частими відвідувачами є наукові експедиції. На головному острові в 1942–1945 роках діяла полярна станція. Суворий клімат перешкодив створити тут поселення, хоча кілька спроб робилося впродовж XIX століття.